# Thombia Island
Thombia Island är en ö i Fiji.   Den ligger i divisionen Norra divisionen, i den västra delen av landet, 280 km väster om huvudstaden Suva.